# Dick Harding
Dick Harding, född 9 februari 1934, död 8 februari 2007, var en friidrottare från Kanada. Han deltog vid olympiska sommarspelen 1956.